# Sindrome di Klüver-Bucy
La sindrome di Klüver-Bucy, che prende il nome da Heinrich Klüver e Paul Bucy, è causata da una lesione bilaterale al lobo temporale o più precisamente da una lesione bilaterale dell'amigdala.

## Sintomatologia
I sintomi e i segni clinici nei primati (compreso l'uomo) consistono in una tendenza esagerata all'esplorazione orale e tattile degli oggetti, ipersessualità, iperoralità, bulimia, assenza di paura, agnosia visiva (difficoltà a riconoscere oggetti e persone), diminuzione dell'aggressività e disordini della memoria.